# Woodside House

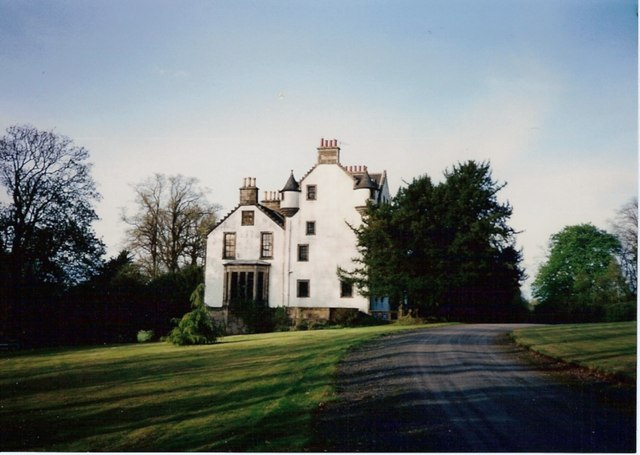
Woodside House 1993

Woodside House ist ein Herrenhaus nahe der schottischen Stadt Beith in der Council Area North Ayrshire. 1971 wurde das Bauwerk in die schottischen Denkmallisten zunächst in der Kategorie B aufgenommen. 2005 erfolgte die Hochstufung in die höchste Denkmalkategorie A.

## Geschichte
Zwischen 1551 und 1771 war das Anwesen Woodside der Sitz der aus Paisley stammenden Familie Ralstoun. Um 1552 erbaute Hew Ralstoun das ursprüngliche Tower House, welches das Kernstück des heutigen Gebäudes bildet. Bauliche Veränderungen wurden in der Mitte des 16. Jahrhunderts vorgenommen. Hews Nachfahre William ließ das Tower House signifikant umgestalten. Er ließ die Scharwachttürme entfernen, fügte an der Ostseite ein weiteres Gebäude an und installierte ein gemeinsames Dach für beide Gebäudeteile. Nachdem William Ralstoun 1771 in finanzielle Schwierigkeiten geriet, veräußerte er das Anwesen an Jean Stirling und ihren Gemahl James Erskine. 1833 erwarb William Patrick Woodside House. Sein Sohn Robert William Cochran-Patrick ließ um 1860 zahlreiche Außengebäude errichten. Im späten 19. Jahrhundert wurde der Turm um ein Stockwerk erhöht, wodurch die Symmetrie der Frontseite gebrochen wurde.

## Beschreibung
Das Herrenhaus liegt isoliert auf einem weitläufigen Anwesen rund 500 m nördlich von Beith. Das Mauerwerk besteht aus Bruchstein vom Sandstein und liegt an der Rückseite teilweise frei, während es am Rest des Gebäudes mit Harl verputzt ist. Nach den Umbauten weist es Merkmale des Scotts-Baronial-Stils auf. Die südostexponierte Frontseite ist symmetrisch aufgebaut mit einer mittig gelegenen Eingangstüre. Diese ist klassizistisch gestaltet und ist über eine Vortreppe mit verziertem gusseisernem Geländer zugänglich. Die Fenster im Obergeschoss sind im Muster 2–3–2 angeordnet. Meist sind zwölfteilige Sprossenfenster verbaut. Der Turm ist im Gegensatz zu dem zweistöckigen Hauptgebäude dreistöckig. Die Dachgauben sind mit Segmentbögen bekrönt. Die Giebel sind teils als Staffelgiebel gearbeitet. Die Dächer sind mit grauem Schiefer eingedeckt.